# Грувман, Мотл
Мотл (Михаил Иосифович) Грувман (18 марта 1916, Немиров, Винницкая область — 31 декабря 1988, Новгород) — еврейский советский поэт. Писал на идише.
Начал печататься в еврейских газетах в 1930-е годы «Зайгрейт», «Юнге гвардие» (Молодая гвардия идиш.), «Штерн» (Звезда идиш.), в литературном журнале «Форпост». Вступил в Союз писателей СССР
При жизни автора вышли две книги :
- «Метельные годы» — на идише (Советский писатель, Москва, 1983 г.) и
- «В жизнь влюблен» — на русском языке (Лениздат, 1986 г.).

Печатался во многих литературных сборниках и журналах. В 1988 в ленинградском литературном журнале «Звезда» вышла репрезентатиовная подборка его стихов.
Перевел на идиш стихи поэтов С. Гудзенко, М.Дудина, М. Львова, Ю. Друниной.
Стихи Грувмана печатались по-русски в переводах Вс. Азаров, Н.Грудинина, А. Кушнер, А. Чепуров и др
Посмертно опубликовано собрание стихов «Живи и цвети» с иллюстрациями народного художника России Михаила Непомнящего.

## Стихотворение
Словенское море (перевод с идиша):

Колышется Ильмень на вольном просторе, 

Рыбацкие соймы вздымая легко. 

Словенское море, 

Словенское море — Так в старину называли его. 

К нему тридцать рек притекают лесами, 

Полями, привольем зеленых долин. 

Отсюда широко до Ладоги самой 

Волхов несет свои воды один. 

Зовет к себе озеро неодолимо 
И летней порой, и зимой рыбака. 

Дарит уловы лещей и налимов, 
А по весне — изобилье снетка. 

Колышется Ильмень на вольном просторе. 

Волной с горизонтом встречается он 

Словенское море, Словенское море, 

Тебе наша песня, тебе наш поклон! 